# Back in Black
Back in Black је седми студијски албум аустралијског рок бенда AC/DC. Продукцију је радио Роберт Џон "Мат" Ланџ, албум је објављен 25. јула 1980. за Albert Productions и Atlantic Records. До касних 1970-их, AC/DC су почели да остварују значајану популарност изван њихове родне Аустралије, са енергичним живим наступима и низ успешних албума. У пару са продуцентом Ланџом су 1979. снимили свој међународни пробој, Highway to Hell. Непосредно пре снимања његовог наследника, главни певач Бон Скот је умро после ноћи у којој је претерано конзумирао алкохол. Група је наставила са бившим певачем Џордија Брајан Џонсоном.
Back in Black је сниман током седам недеља на Бахамима у пролеће 1980. Подручје је погодила тропска олуја у то време, чинећи снимање тешко с времена на време. Џонсон је написао текст и мелодија за албум, док су гитаристи Ангус и Малколм Јанг компоновали музику. Његов музички садржај чине хард рок песме са стиховима који се односе на секс, алкохол, журке и рокенрол. Ланџје захтевао савршенство у снимцима бенда, посебно на Џонсонв вокал. Након његовог завршетка, група је миксовала Back in Black у Electric Lady студију у Њујорку. Албумов комплетно црне корице су дизајниране као "знак жалости" за Скота.
Њихово шесто међународно издање, Back in Black је имао незапамћен успех: продат је у око 50 милиона примерака широм света. Његове огромне продајне бројке су га учиниле другим најпродаванијим албумом у историји Једини продаванији од њега је Мајкл Џексонов Thriller Бенд је подржао албум са дугогодишњом светском турнејом, цементирајући га међу најпопуларнија музичка дела раних 1980-их. Back in Black је добила позитивну критику у време његовог изласка, и од тада је био укључен у бројне листе "највећих" албума. Од првобитног издања, албум је поново издат, најскорије за дигиталну дистрибуцију.

## Листа песама
Све песме су написали и компоновали Ангус Јанг, Малколм Јанг и Брајан Џонсон.
Страна један
1. 5:10
2. 5:17
3. 3:33
4. 3:30
5. 4:16

Страна два
1. 4:14
2. 3:30
3. 3:57
4. 4:06
5. 4:15

## Учесници
- Брајан Џонсон - вокал
- Ангус Јанг – соло гитара
- Малколм Јанг – ритам гитара, позадински вокали
- Клиф Вилијамс – бас-гитара, позадински вокали
- Фил Рад – бубњеви